# Cuộc sống thường nhật của bác sĩ Selivanova
Cuộc sống thường nhật của bác sĩ Selivanova (tiếng Nga: Личная жизнь доктора Селивановой) là một bộ phim tâm lý xã hội của đạo diễn Miroslav Malich, ra mắt lần đầu năm 2007.

## Nội dung
Truyện phim mô tả các công việc hàng ngày và đời sống cá nhân của bác sĩ Yelena Leonardovna Selivanova (Olga Budina). Là một bác sĩ phụ khoa, cô rất giàu kinh nghiệm và cũng là người biết cảm thông. Trẻ đẹp và quyến rũ, cô luôn chia sẻ khó khăn, âu lo với các bệnh nhân của mình, và giúp họ giải quyết mọi khúc mắc trong đời sống cá nhân. Yelena ở bên người bệnh và cố gắng giải quyết các vấn đề phức tạp trong gia đình. Cô đồng cảm và làm hết sức mình để giúp đỡ họ, và ngay cả một vấn đề hết sức khó khăn phải được giải quyết cùng nhau, không gì là khó nếu biết vượt qua và gạt đi nỗi lo sợ.

## Diễn viên
- Olga Budina... Yelena Selivanova Leonardovna (bác sĩ phụ khoa)
- Anatoly Lobotsky... Aleksandr Gorchakov (Shurik)
- Agrippina Steklova... Tatyana (một người bạn của Yelena)
- Tatyana Vasilyeva... Elvira Serebryakova (bác sĩ trưởng khoa)
- Leonid Gromov... Viktor Leonidovich Kukin (doanh nhân)
- Sergey Kolesnikov... Igor Maksimovich (bác sĩ UZIst)
- Maksim Litovchenko... Dima Loginov (nhiếp ảnh gia, chồng cũ của Yelena)
- Armands Neilands-Yaunzems... Yegor (chồng sau của Tatyana)
- Aleksandr Tretyakov... Con trai của Tatyana và Yegor
- Anna Yakunina... Kira Stanislavovna Kochergina (bác sĩ phụ khoa, đồng nghiệp và bạn của Yelena)
- Artyom Semakin... Kirill (nhà di truyền học)
- Yulia Kuvarzina... Olga Avdeyeva (y tá)
- Anna Nosatova... Tamara (y tá)
- Yury Breshin... Mark (bác sĩ)
- Irina Sushina... Klavdia Stepanovna
- Vyacheslav Grishechkin... Boris Grinberg (luật sư)
- Aleksandr Andrienko... bố Yelena
- Grigory Danziger... Makagonov
- Yekaterina Madalinskaya
- Regina Myannik... Vika
- Pyotr Tomashevsky... Vanya
- Aleksey Trotsenko... Ivan
- Sergey Chonishvili... Mark Nikolsky (giám đốc)
- Tatyana Abramova... Lyubov Vasilyevna Kovalson
- Aleksandr Boyev... Trợ lý của Kukin
- Vasilisa Voronina... Sonya
- Anna Gulyarenko... Lyudmila Kovaleva (giám đốc thương mại)
- Yelena Medvedeva... Vera Kovaleva
- Olga Khokhlova... Svetlana Kukina
- Aleksandr Yakovlev... Pyotr Moiseyevich Borovsky (bác sĩ nhi khoa)
- Natalia Yunnikova... Lyudmila Drozdova (bệnh nhân thần kinh)
- Andrey Yegorov... Drozdov (chồng Lyudmila)
- Yekaterina Direktorenko...  Olesya

## Ê-kíp
- Thiết kế sản xuất: Eduard Oganesyan

## Hậu trường
Mỗi tập phim là một câu chuyện hoàn toàn riêng biệt. Nhân vật chính trong toàn bộ các tập là bệnh nhân nữ, tốt bụng, hài hước và kết thúc mỗi tập đều có hậu.